# エースカー
エースカーとは近畿日本鉄道が所有していた（あるいはしている） 特急形電車の愛称。

## 概要
エースカーの「エース」とはトランプのエースを意味し、制御電動車2両（←大阪上本町駅 cM-Mc 賢島駅→）の編成に制御車（cT ←大阪上本町駅）を連結して、2両編成・3両編成・4両編成と自在に編成を組み替えることができることから名づけられたものである。この自由度の高い運用特性を、トランプのポーカーでエースがキングと2のどちらとつないでもストレートおよびストレート・フラッシュを構成できることに見立てて、「エースカー」の愛称が与えられた。ビスタカー10100系の平底車という位置づけで登場した。

## 車両形式
狭義のエースカーは10400系と11400系の2系列だが、これらの系列にちなんで他の系列も「エースカー」または、「エース」と呼ばれることがある。
- 近鉄10400系電車 - 旧エースカー
- 近鉄11400系電車 - 新エースカー

- 近鉄18200系電車 - ミニエースカー[3][4] （上記2系列を狭幅にしたような前面構造を持つ車両。この系列は制御車と制御電動車（← 京都駅 cT-Mc 賢島駅 →）の2両固定編成で、3両編成にすることはできなかった。しかし、この系列で採用された、前面の行先表示及び特急表示は、後年の10400系の更新工事のとき、ほぼ同じスタイルとして採用された）[5]。

- 近鉄12410系電車 - 最新エースカー[6][7]
- 近鉄12600系電車 - 最新エースカーII[6][7]

- 近鉄22000系電車 - ACE （エー・シー・イー）[8]
- 近鉄16400系電車 - ACE （エー・シー・イー）[8]
- 近鉄22600系電車 - Ace （エース）[9]
- 近鉄16600系電車 - Ace （エース）[9]